# Merdani
Merdani är en ort i Bosnien och Hercegovina.   Den ligger i entiteten Federationen Bosnien och Hercegovina, i den centrala delen av landet, 50 km nordväst om huvudstaden Sarajevo. Merdani ligger 460 meter över havet och antalet invånare är 275.
Terrängen runt Merdani är huvudsakligen kuperad, men åt sydväst är den bergig. Runt Merdani är det ganska tätbefolkat, med 93 invånare per kvadratkilometer.. Närmaste större samhälle är Zenica, 7,7 km norr om Merdani. 
Omgivningarna runt Merdani är en mosaik av jordbruksmark och naturlig växtlighet.